# بيانكو (فنان)
بيانكو (بالإنجليزية: Bianco)‏ هو فنان أمريكي، ولد في 29 مارس 1927، وتوفي في 7 مايو 2007.